# 中華民國駐索馬利蘭代表列表
本列表為中華民國駐索馬利蘭共和國歷任代表名錄。兩國無正式外交關係，但有官方往來。

## 代表機構
2020年2月26日，中華民國政府與索馬利蘭政府經過協商，由中華民國外交部長吳釗燮與索馬利蘭外交部長穆雅辛在臺北共同簽署《中華民國（臺灣）政府與索馬利蘭共和國政府雙邊議定書》。兩國同意以臺灣代表處（Taiwan Representative Office）與索馬利蘭代表處（Somaliland Representative Office）的名稱互設官方代表機構，待遇比照處理外交人員特權與豁免的《維也納外交關係公約》。在簽署儀式後，穆雅辛也會見總統蔡英文。7月1日，吳釗燮正式對外宣布，揭牌日期由兩國進一步協商。
2020年7月3日，中華民國外交部宣布由駐沙烏地阿拉伯王國臺北經濟文化代表處參事羅震華擔任駐索馬利蘭首任代表。
2020年8月17日，於首都哈尔格萨設立具大使館功能的台灣駐索馬利蘭共和國代表處（Taiwan Representative Office in the Republic of Somaliland），由首任代表羅震華與索馬利蘭外交部長穆雅辛主持揭牌儀式，代表處前並升起中華民國國旗。

## 歷任代表（2020年至今）
| 姓名   | 任命      | 到任         | 離任 | 外交銜級 對外名義 | 外交職務 本職職務         | 備註               | 備註 |
| ------ | --------- | ------------ | ---- | ----------------- | ------------------------- | ------------------ | ---- |
| 羅震華 | 2020年7月 | 2020年8月7日 | 現任 | 代表              | 特命全權公使 特命全權大使 | 2023年10月升任大使 |      |

## 外部連結
- 臺灣駐索馬利蘭共和國代表處（Facebook、X (Twitter)）